# Gryllacris modestipennis
Gryllacris modestipennis är en insektsart som beskrevs av Heinrich Hugo Karny 1935. Gryllacris modestipennis ingår i släktet Gryllacris och familjen Gryllacrididae. Inga underarter finns listade i Catalogue of Life.